# Sławomir Kawka
Sławomir Kawka (ur. 1962 w Świeciu, zm. 5 czerwca 2021) – polski muzyk, kompozytor i działacz społeczny.

## Życiorys
W szkole podstawowej zaczął grać na gitarze. Na scenie debiutował w 1980 wraz z zespołem Refleks. W 1981 założył zespół Flesz, który w 1986 dzięki wygranej w wojewódzkim festiwalu rockowym, nagrał w studiu Radia PiK trzy debiutanckie utwory: „Sen", „Jasny dzień" i „Wasza bogini". Współpracował również z innymi artystami jako muzyk sesyjny. Komponował także dla innych artystów w tym Joanny Jaroch czy cały materiał na debiutancką kasetę Anny Florkiewicz. W 1991 zdobył grand prix Pierwszych Spotkań z Piosenką w Bydgoszczy, i pojechał na trasę koncertową do Francji. W 1992 wziął udział w koncercie debiutów na Festiwalu Piosenki Polskiej w Opolu. Od 1995 współpracował z zespołem Don Vasyl Roma, z którym brał udział w corocznym Międzynarodowym Festiwalu Piosenki i Kultury Romów w Ciechocinku. Koncertował także z zespołami Żuki i Roan.
W dorobku miał sześć płyt autorskich. Ostatnia ukazała się na wiosnę 2020.
Od początku lat 90. XX wieku był wieloletnim organizatorem konkursu Miss Ziemi Świeckiej i Chełmińskiej.
W 2010 z okazji 30-lecia pracy artystycznej został nagrodzony przez marszałka województwa oraz ministra kultury.
Na wiosnę 2021 został zarażony koronawirusem. 5 czerwca 2021 zmarł w szpitalu na skutek sepsy.